# Sky Ride

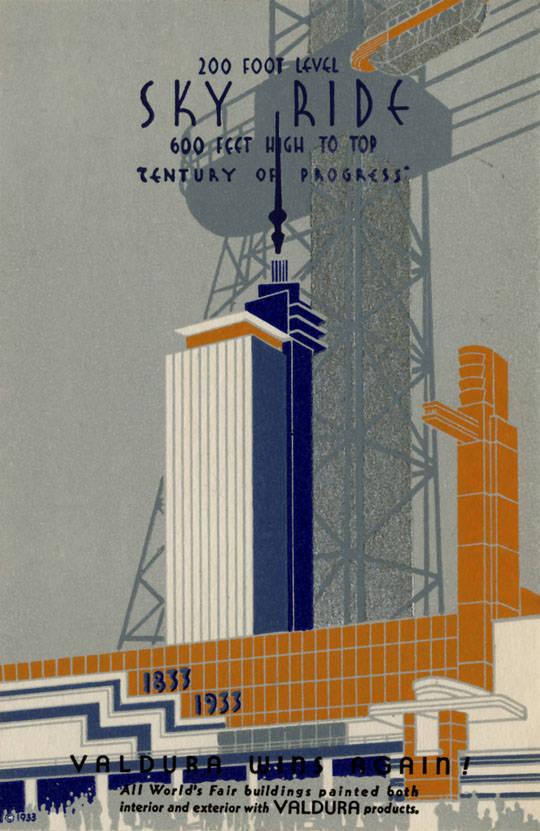
Sky Ride

Sky Ride var en icke-permanent hängbana, eller en kabinbana, som byggdes för världsutställningen Century of Progress 1933 i Chicago i Illinois i USA. 
Sky Ride konstruerades av ingenjörsfirman Robinson & Steinman. Den fraktade passagerare över hamnbassängen Burnham Harbor, som låg mitt i mässområdet, nära Northerly Island. Sky Ride hade ett spann på 564 meter och bars upp av två 191 meter höga torn. Hela konstruktionen var 975 meter lång och den "seglingsfria höjden" var 58 meter. Från tornen fanns utspända kablar 66 meter över marken.
I vardera tornet fanns fyra hissar, som fraktade passagerarna till ett stationsdäck. Kabinerna var i två våningar och tog 36 passagerare var. De kunde frakta 5.000 personer i timmen.
Sky Ride uppfördes under en sexmånadersperiod och var i drift mellan februari 1933 och november 1934. Den revs 1935, efter utställningens slut. 

## Bildgalleri

Panorama, showing Sky Ride to the left

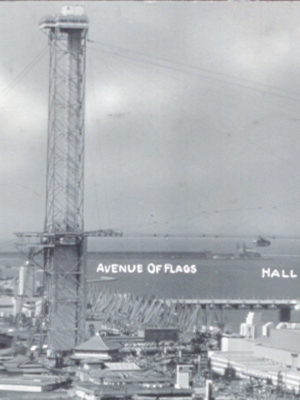
Pylonen på fastlandet med stations- och utsiktsdäcket ovanför.
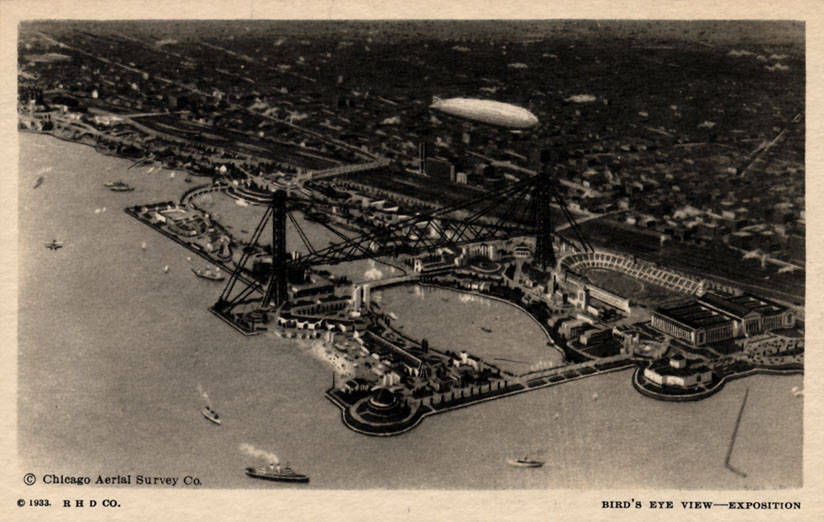
Flygfoto